# إليزابيث يونغ
إليزابيث يونغ (بالإنجليزية: Elizabeth Young)‏ هي كاتِبة بريطانية، ولدت في 6 فبراير 1950.